# Deinopis longipalpula
Deinopis longipalpula là một loài nhện trong họ Deinopidae.
Loài này thuộc chi Deinopis. Deinopis longipalpula được miêu tả năm 1913 bởi Embrik Strand.